# ウォーターマーク (エンヤのアルバム)
『ウォーターマーク』 (Watermark) は、アイルランドのミュージシャン、エンヤによる2作目のアルバム。

## 概要
前作『アイルランドの風 (Enya)』のリリース後に、彼女の音楽に魅了されたロブ・ディキンズ会長との偶然の出会いによってワーナーとレコーディング契約を結んだエンヤは、レーベルからの干渉を最小限に抑えた環境で、自由かつ芸術的な創作活動に打ち込むことが可能となった。彼女は、長年の音楽的パートナーのプロデューサー、ニッキー・ライアンと、その妻であり作詞家のローマ・ライアンと共に、10か月を費やして本作を制作した。本作は、アイルランドでデモテープを作って、その後ロンドンにプロダクションを移し、そこでデジタルで再録音とミキシングを行う形で制作が進められた。『ウォーターマーク』はエンヤ自身のキーボード、打楽器、そして何十回にも及ぶボーカルのダビングによって音楽が構築され、その音楽性は、ケルトのトラディショナル・ミュージックやアンビエント、ニューエイジなどの要素を取り入れながらも、それら既成の音楽ジャンルに捕らわれない、それまでには無かった画期的なものとなっている。

## 評価
本作は、批評家から多くの称賛を受け、予想外の商業的成功を収め、エンヤの名は広く世界に知れわたるようになった。全英アルバムチャートで5位、米国のビルボード200で25位まで駆け上がり、ニュージーランドとスイスでは首位に輝いた。英国レコード産業協会 (BPI) および米国レコード協会 (RIAA) は本作を4×プラチナムとして認定し、英国と米国全体でそれぞれ120万枚と400万枚を出荷したと発表した。エンヤはアルバムのプロモーションの一環で世界中を回り、世界各誌のインタビューに応じ、ライブ・パフォーマンスも行った。本作からは、特にイギリスで3週連続のナンバーワン・ヒットを博した、国際的トップ10ヒット曲「オリノコ・フロウ」を含む4枚のシングルがリリースされた。

## 収録曲
全曲とも作詞はローマ・ライアン、作曲はエンヤ、編曲はエンヤ アンド ニッキー・ライアンによる。

### サイド1
1. ウォーターマーク - "Watermark" (2:24)
2. カースム・パーフィシオ - "Cursum Perficio" (4:06)
3. オン・ユア・ショア - "On Your Shore" (3:59)
4. ストームス・イン・アフリカ - "Storms In Africa" (4:03)
5. エクサイル（流浪） - "Exile" (4:20)
6. ミス・クレア・リメンバーズ - "Miss Clare Remembers" (1:59)

### サイド2
1. オリノコ・フロウ - "Orinoco Flow" (4:25)
2. イヴニング・フォールズ... - "Evening Falls..." (3:46)
3. リヴァー - "River" (3:10)
4. ザ・ロングシップス - "The Longships" (3:36)
5. ナ・ラハ・ギィアル・モイゲ - "Na Laetha Geal Móige" (3:54)

## 参加ミュージシャン
- エンヤ - ボーカル、キーボード、シンセサイザー
- デイヴィ・スピラーン - ロウ・ホイッスル（Exile）、イリアン・パイプス（Na Laetha Geal Móige）
- ニール・バックリー - クラリネット（On Your Shore）
- クリス・ヒューズ - ロートタム（Storms In Africa）、アフリカン・ハンド・ドラムス（Storms In Africa）
- ニッキー・ライアン - 手拍子（Storms In Africa）